# Tanaoneura flavilineata
Tanaoneura flavilineata är en stekelart som beskrevs av Lasalle 1987. Tanaoneura flavilineata ingår i släktet Tanaoneura och familjen Tanaostigmatidae. Inga underarter finns listade i Catalogue of Life.